# 比企広域市町村圏組合

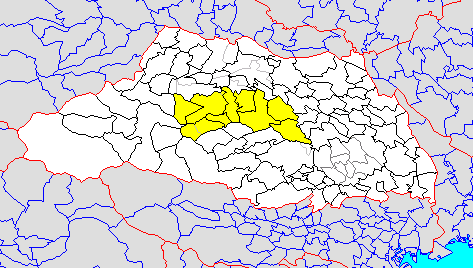
比企広域市町村圏組合を構成する市町村の範囲

比企広域市町村圏組合（ひきこういきしちょうそんけんくみあい）は、埼玉県東松山市、比企郡滑川町、嵐山町、小川町、川島町、吉見町、ときがわ町、秩父郡東秩父村の1市6町1村が設立している一部事務組合。

## 概要

### 事務所
- 東松山市大字上野本1300-1（比企広域消防本部2階）

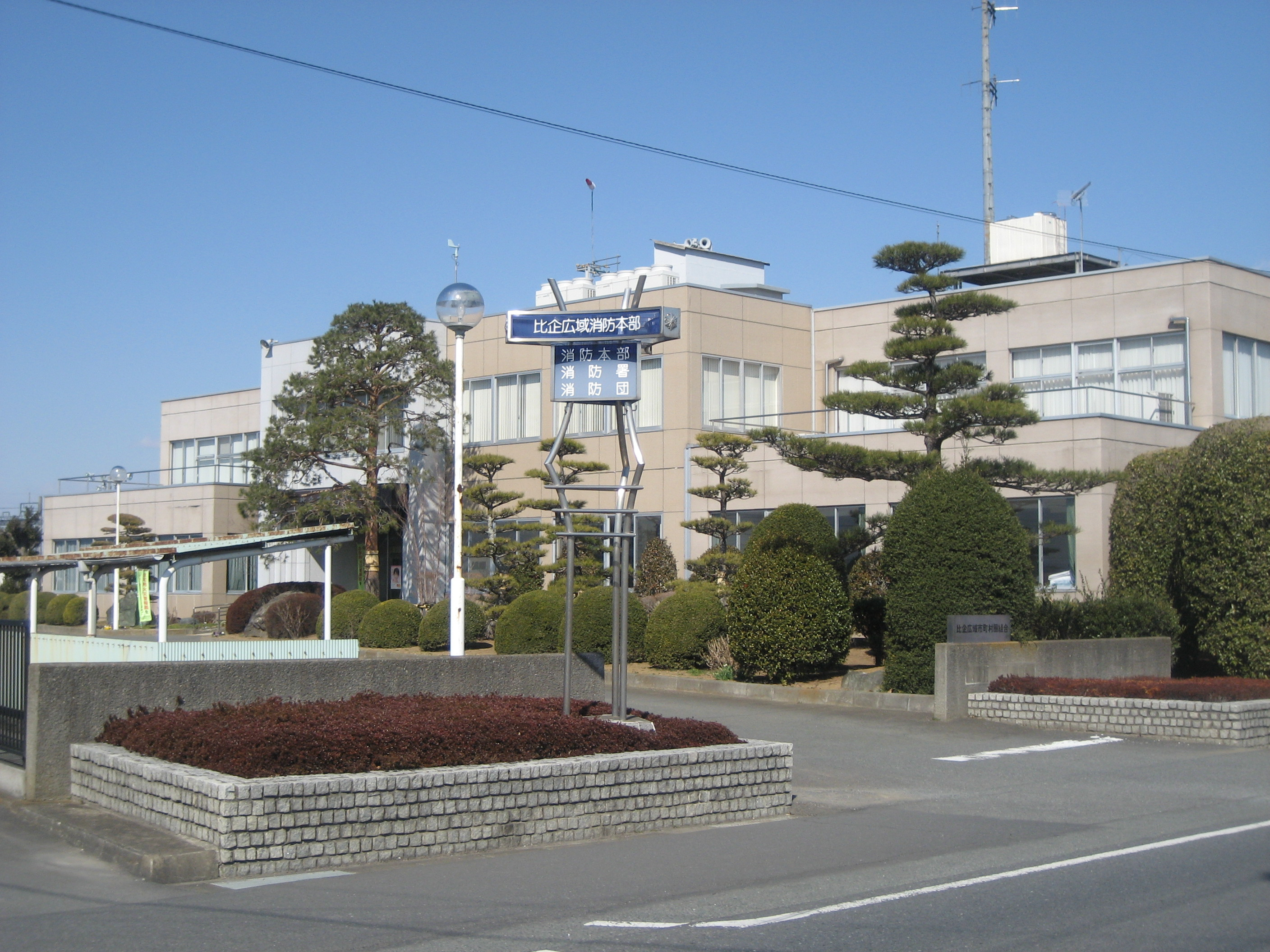
比企広域市町村圏組合の事務所が所在する、比企広域消防本部（建物2階に事務所）

#### 旧事務所
- 東松山市松葉町1丁目2番3号（東松山市総合会館3階）

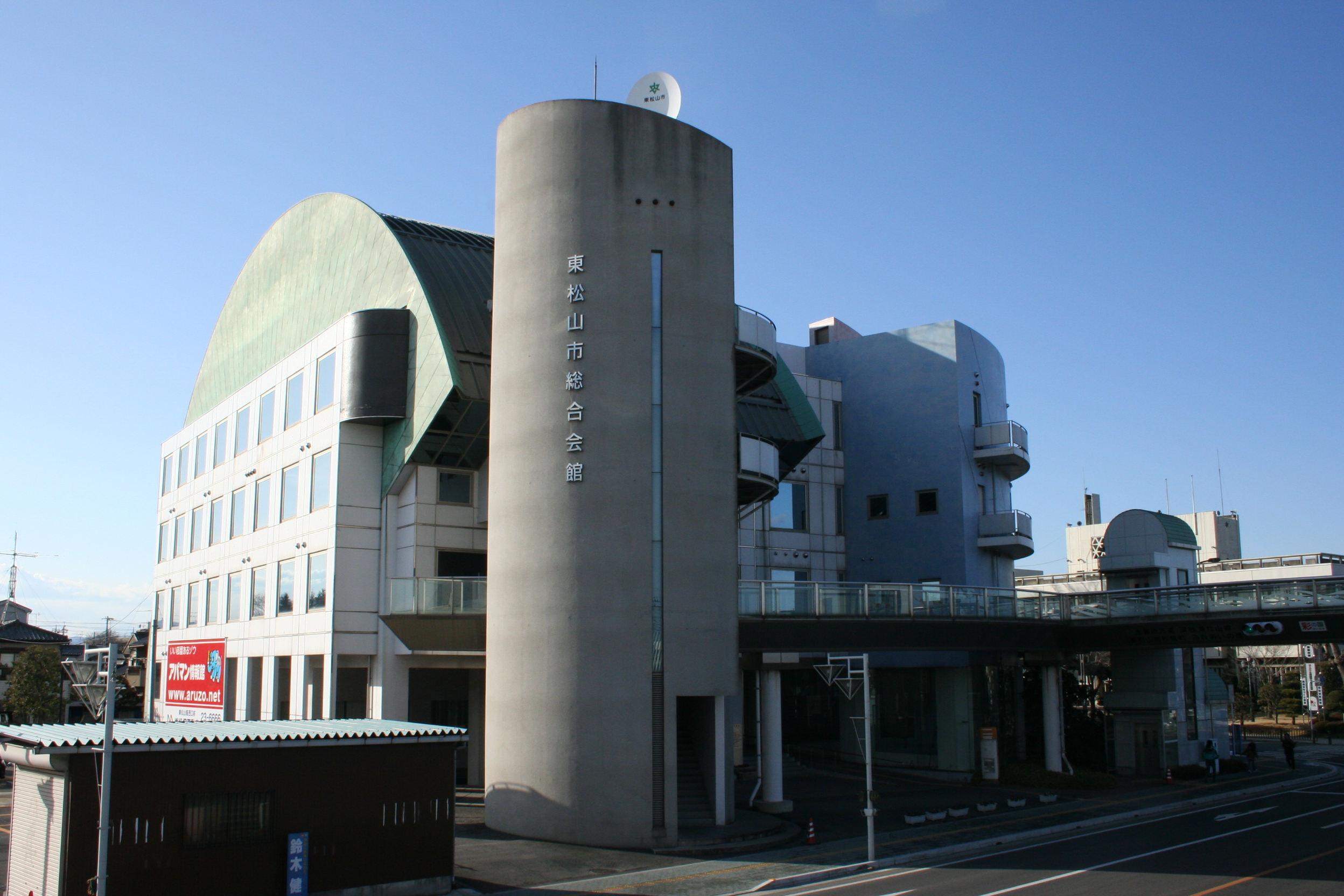
かつて比企広域市町村圏組合の事務所が所在していた東松山市総合会館（建物3階に旧事務所）

### 主な事務内容
- 比企ふるさと市町村圏計画の策定及び当該計画に基づく事業の実施に伴う連絡調整
- 比企ふるさと市町村圏計画に基づく地域振興事業の実施
- 視聴覚ライブラリーの設置及び管理運営
- 養護老人ホームの設置及び管理運営
- 斎場の設置及び管理運営（東松山斎場）
- 霊きゅう自動車の設置及び管理運営
- 比企広域消防本部（川島町を除く地域の消防事務）

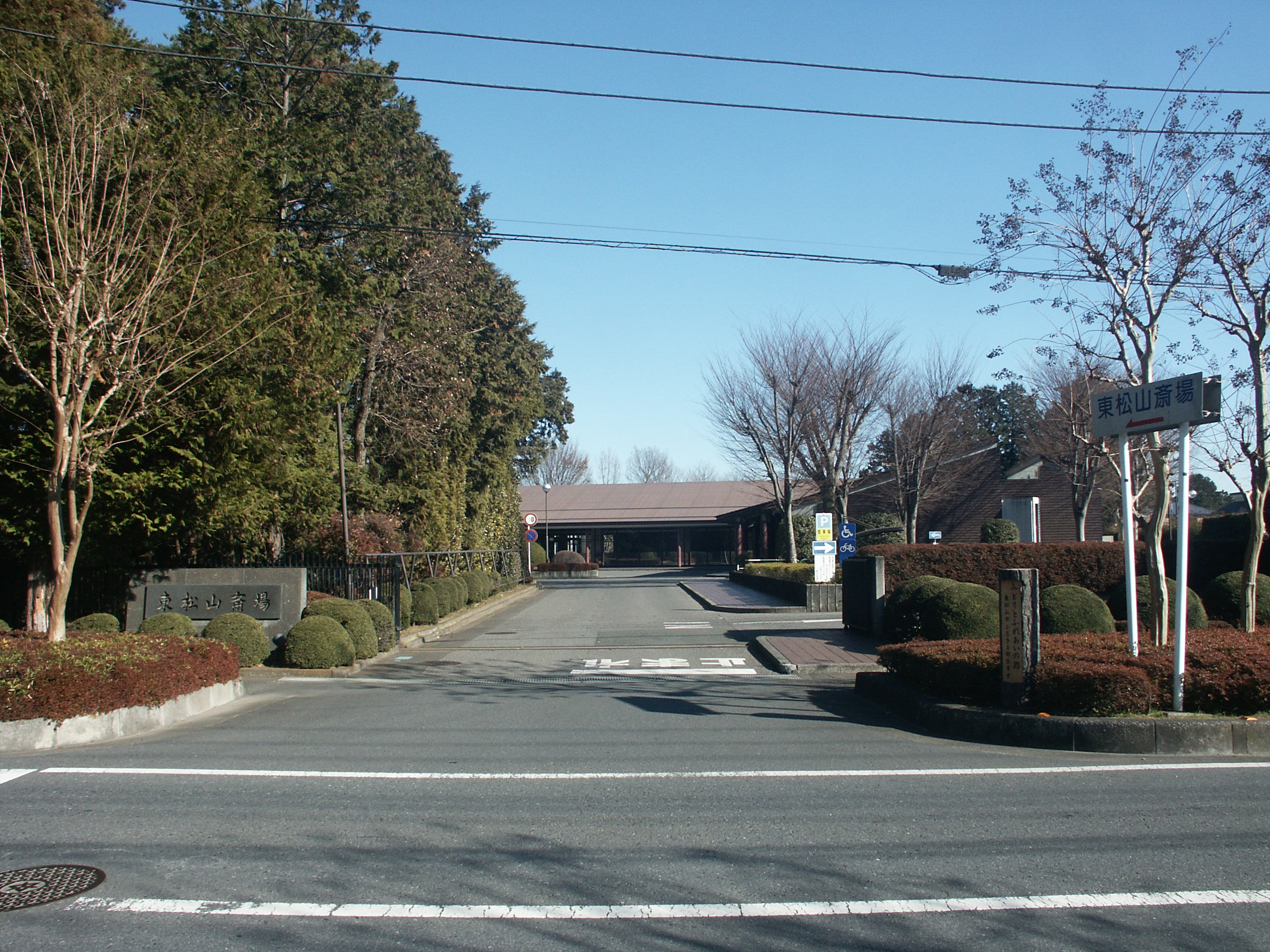
東松山斎場

### 組織
- 組合議会
  - 議員定数：18人（東松山市：4人、滑川町：2人、嵐山町：2人、小川町：2人、川島町：2人、吉見町：2人、ときがわ町：2人、東秩父村：2人）
- 組合執行機関
  - 管理者：1人（組合市町村の長の互選）
  - 副管理者：9人（8人は管理者の選出された市町村を除く組合市町村の長、1人は管理者の選出された市町村の副市町村長）
  - 会計管理者
  - 監査委員：2人

## 比企広域消防本部
比企広域市町村圏組合が設置する消防本部である。なお、比企広域市町村圏組合を組織する自治体のうち川島町は川越地区消防組合の管轄となる。

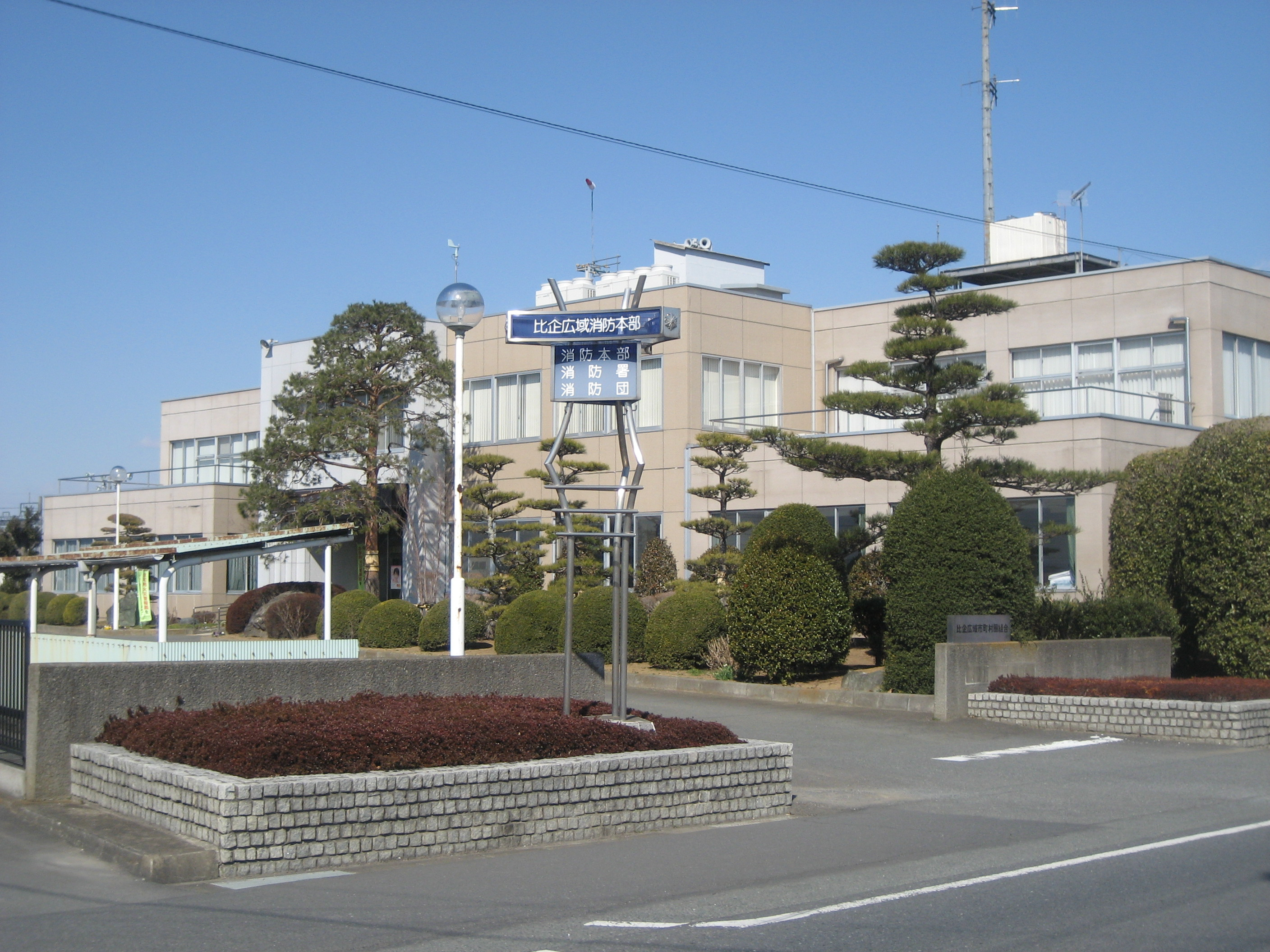
比企広域消防本部

### 概要
- 消防本部:東松山市大字上野本1300-1
- 消防本部名称:比企広域消防本部
- 管内面積:384.34km2
- 職員数:265人（2010年4月現在）
- 消防署2カ所、分署7カ所
- 主力機械（2020年3月現在）
  - 水槽付消防ポンプ自動車:9
  - 消防ポンプ自動車:2
  - はしご付消防自動車:1
  - 屈折はしご消防自動車:1
  - 高規格救急車:10
  - 指揮車:2
  - 救助工作車II型:2
  - 保安車:1
  - 支援車:1
  - 調査車:2
  - 水槽車:2
  - 資機材搬送車:2
  - 起震車:1
  - 連絡車:11
  - 防災体験車:1

### 沿革
- 1965年4月 - 東松山市消防本部・東松山市消防署を開設。
- 1968年3月 - 救急業務を開始。化学消防車を配備。
- 1971年4月 -【小川地区消防組合】比企郡小川町・嵐山町・玉川村・都幾川村・東秩父村が小川地区消防組合を設立。小川地区消防組合消防本部・小川消防署を開設。
- 1972年
  - 4月 -【小川地区消防組合】消防本部・消防署新庁舎が完成。救急車を配備。第1分署を開設し、消防・救急業務を開始。
  - 10月 -【東松山地区消防組合】東松山市・吉見村（現・吉見町）・滑川村（現・滑川町）が東松山地区消防組合を設立。
- 1973年
  - 4月 - 比企広域市町村圏組合を設立。
  - 4月 -【東松山地区消防組合】東松山市消防本部が移行し、東松山地区消防組合消防本部・東松山消防署を開設。高坂出張所を開設。
  - 4月 -【小川地区消防組合】第2分署を開設。消防・救急業務を開始。
- 1974年
  - 5月 -【小川地区消防組合】第3分署を開設。消防・救急業務を開始。
  - 7月 -【東松山地区消防組合】吉見出張所を開設。
  - 11月 -【東松山地区消防組合】吉見出張所に救急車を配備。
- 1975年1月 -【東松山地区消防組合】滑川出張所を開設。消防・救急業務を開始。
- 1980年10月 -【東松山地区消防組合】消防本部・消防署新庁舎が完成。
- 1986年1月 -【東松山地区消防組合】吉見出張所を吉見分署に、滑川出張所を滑川分署に改称。
- 1989年4月 -【東松山地区消防組合】松山北分署を開設。消防・救急業務を開始。
- 1992年
  - 3月 -【東松山地区消防組合】高坂分署を開設。消防・救急業務を開始。
  - 4月 - 東松山地区消防組合と小川地区消防組合が解散し、消防事務を比企広域市町村圏組合に承継。比企広域消防本部が2署7分署体制で発足。
- 1995年
  - 2月 - 初の高規格救急車を東松山消防署に配備。
  - 11月 - 東洋製罐株式会社埼玉工場のラック式自動倉庫から発生した火災で、消火活動中の職員2名が殉職。
- 2003年11月 - 第6回全国消防広報コンクール「ホームページ部門」において最優秀賞を受賞する。
- 2004年
  - 8月 - ときたま分署を開設。消防・救急業務を開始。
  - 11月 - 第7回全国消防広報コンクール「ホームページ部門」において2年連続最優秀賞となる。
- 2006年4月 - 都幾川村と玉川村の新設合併による、ときがわ町の発足に伴い、ときたま分署をときがわ分署に改称。
- 2007年11月 - 第10回全国消防広報コンクール「ホームページ部門」において最優秀賞に選ばれ、3度目の受賞となる。
- 2011年3月11日 - 東日本大震災発生に伴い、緊急消防援助隊を岩手県陸前高田市に計6隊18名、福島県本宮市に計8隊24名を派遣する。
- 2012年11月7日 - 小川消防署が小川町大字上横田1247-2に新築移転し開署する。
- 2015年7月1日 - 比企広域市町村圏組合の事務所が東松山市総合会館3階から比企広域消防本部2階に移転する。滑川分署が滑川町羽尾2532-2に新築移転し開署する。

### 組織
- 本部 - 管理課、予防課、警防課、指令課
- 消防署 - 消防第1課、消防第2課、消防係、指導係

### 消防署
| 消防署       | 住所                         | 分署 |
| ------------ | ---------------------------- | --- |
| 東松山消防署 | 東松山市大字上野本1300-1     | 松山北：東松山市大字松山2551-1 高坂：東松山市大字宮鼻860-15 吉見：比企郡吉見町大字下細谷1196-1 滑川：比企郡滑川町羽尾2532－2 |
| 小川消防署   | 比企郡小川町大字上横田1247-2 | 嵐山：比企郡嵐山町大字平沢仮換地7街区1画地 ときがわ：比企郡ときがわ町大字番匠385-1 東秩父：秩父郡東秩父村大字坂本1306        |

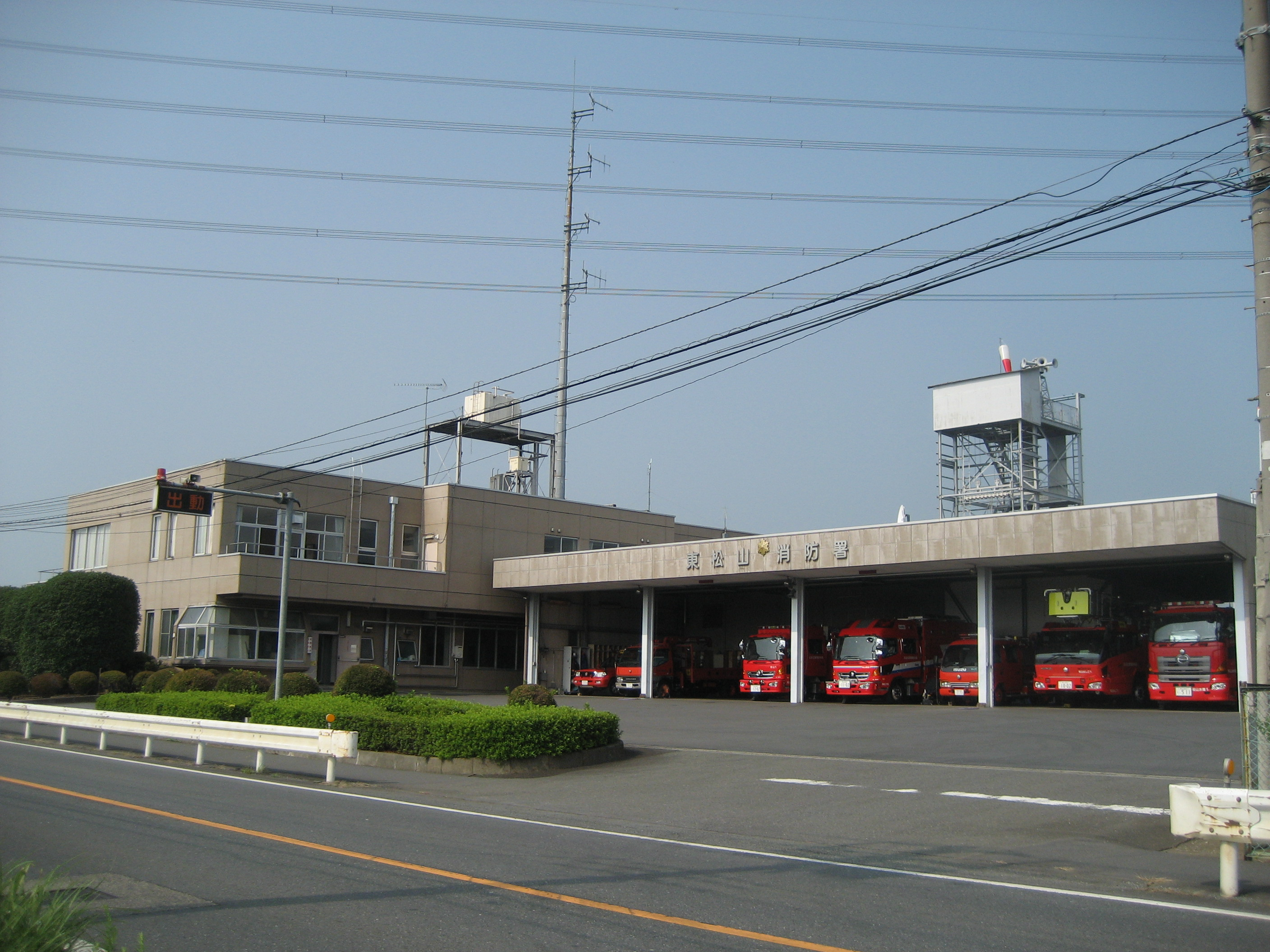
東松山消防署
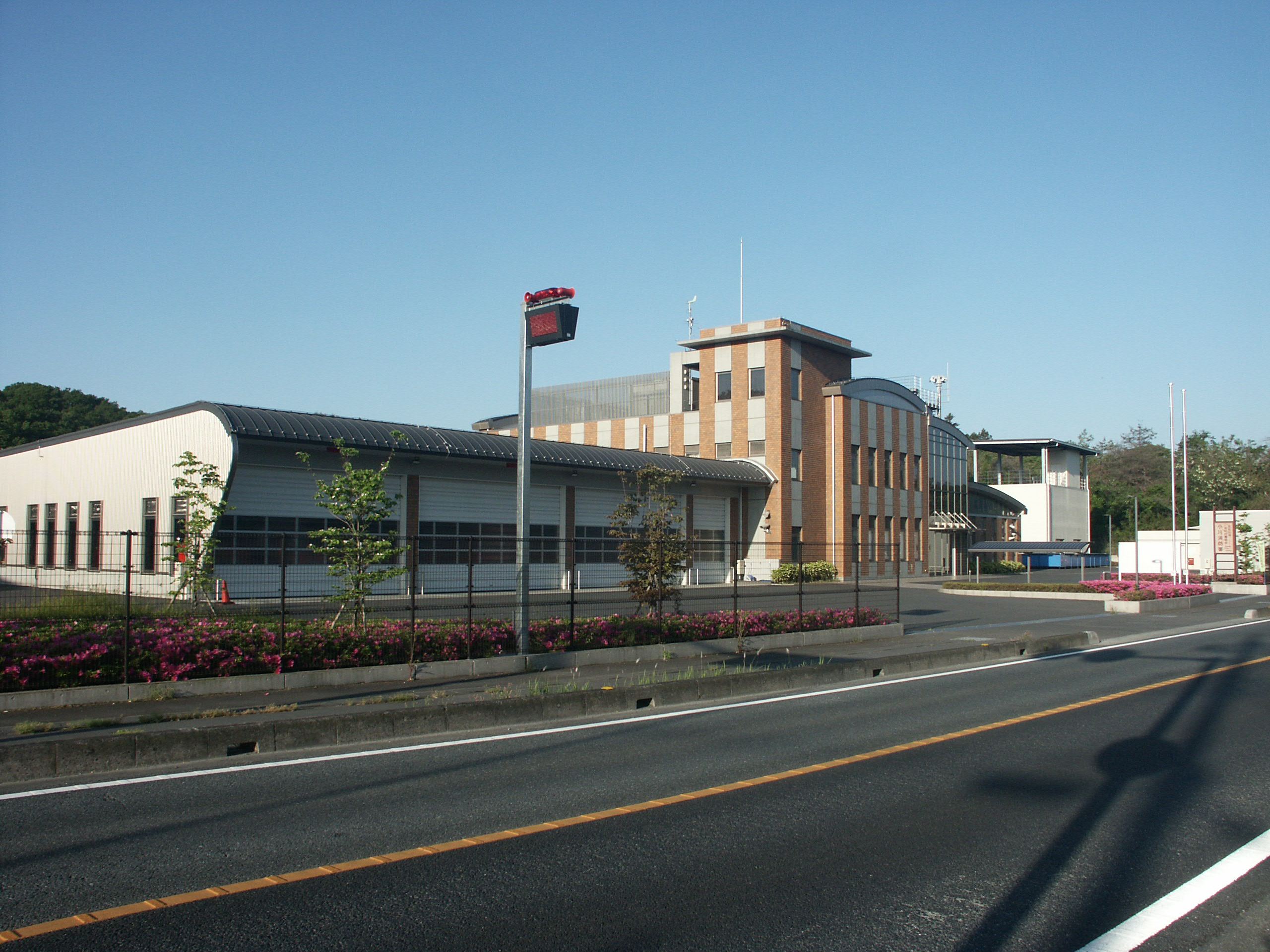
小川消防署
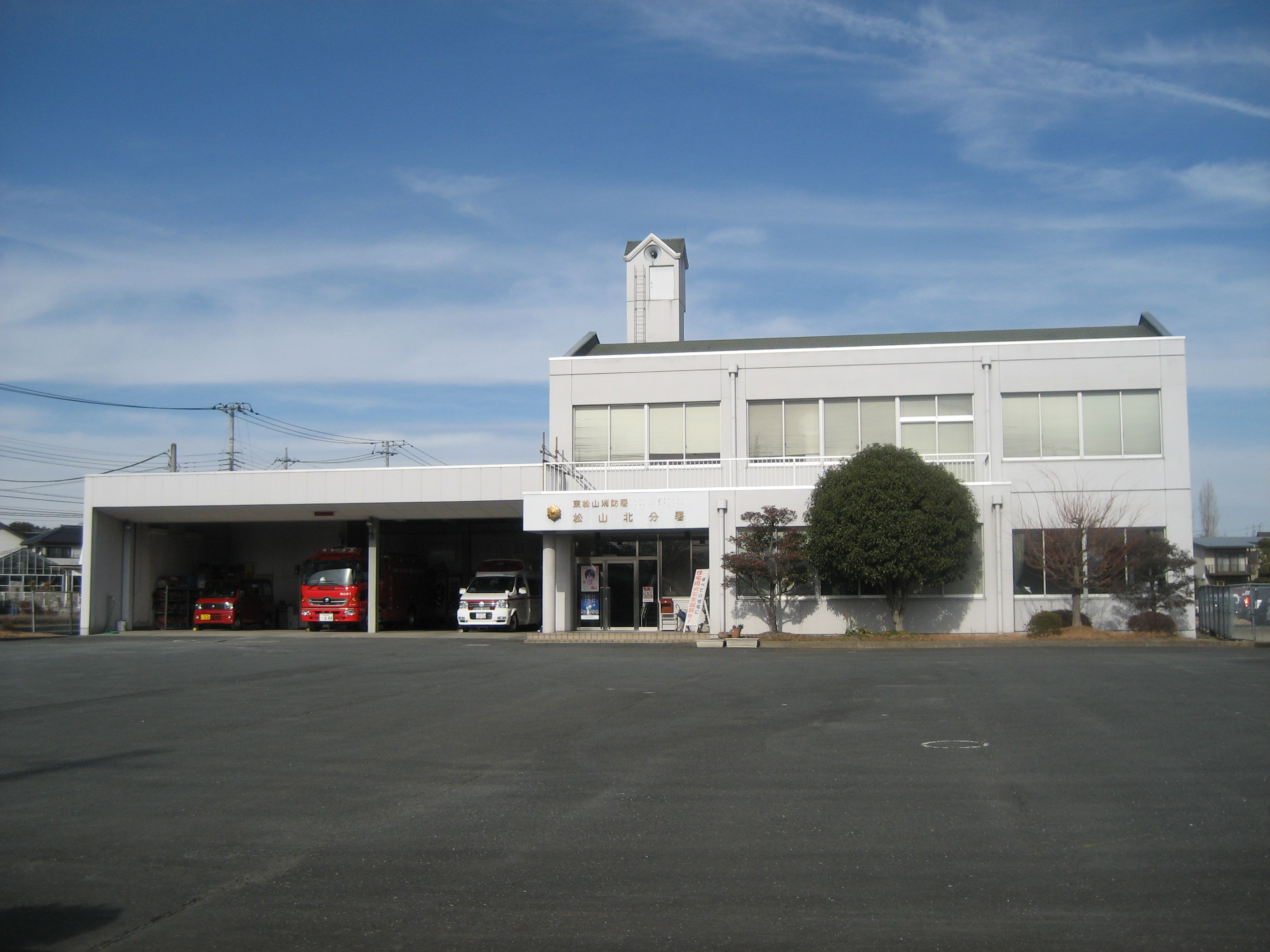
東松山消防署松山北分署
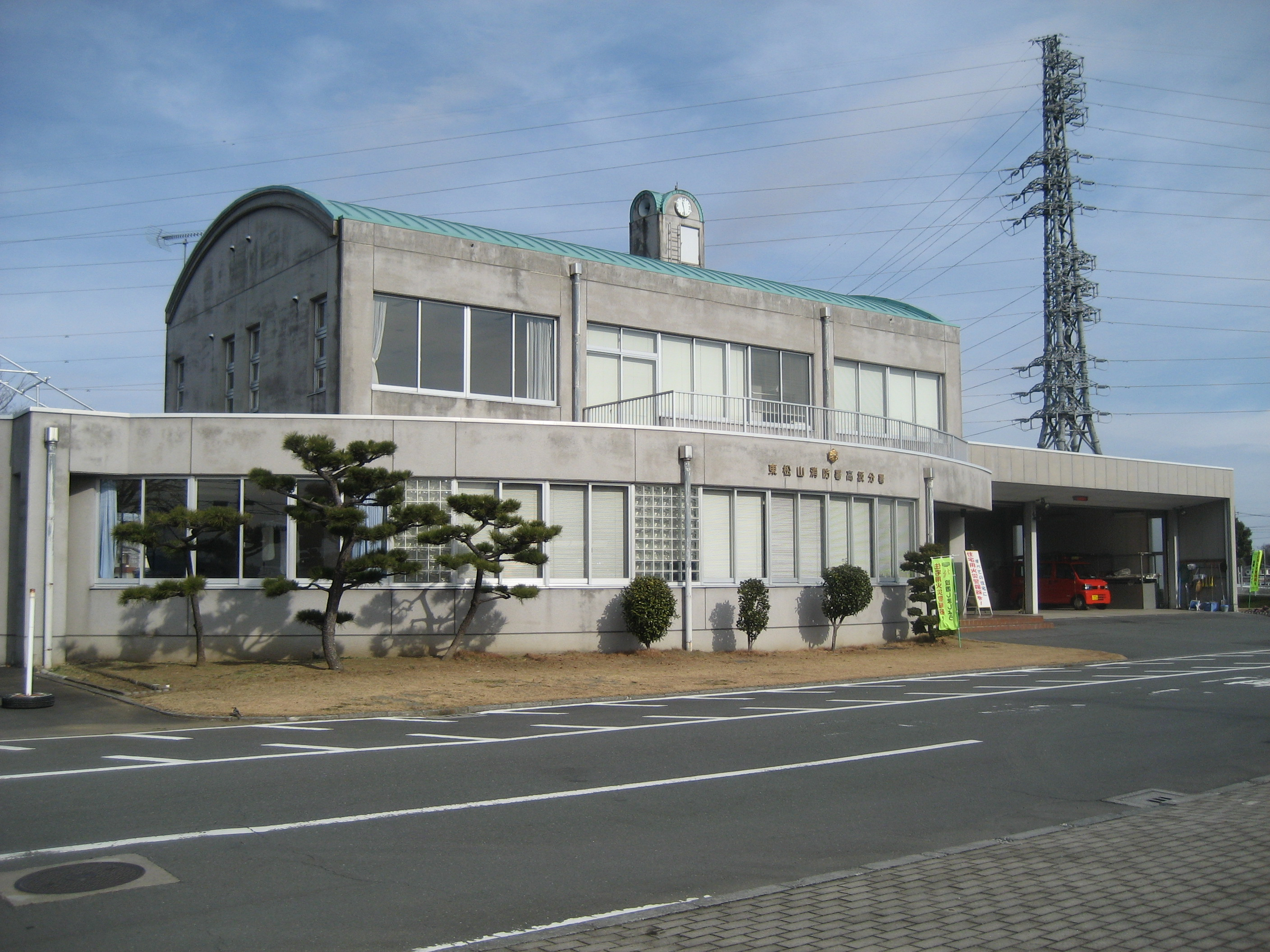
東松山消防署高坂分署
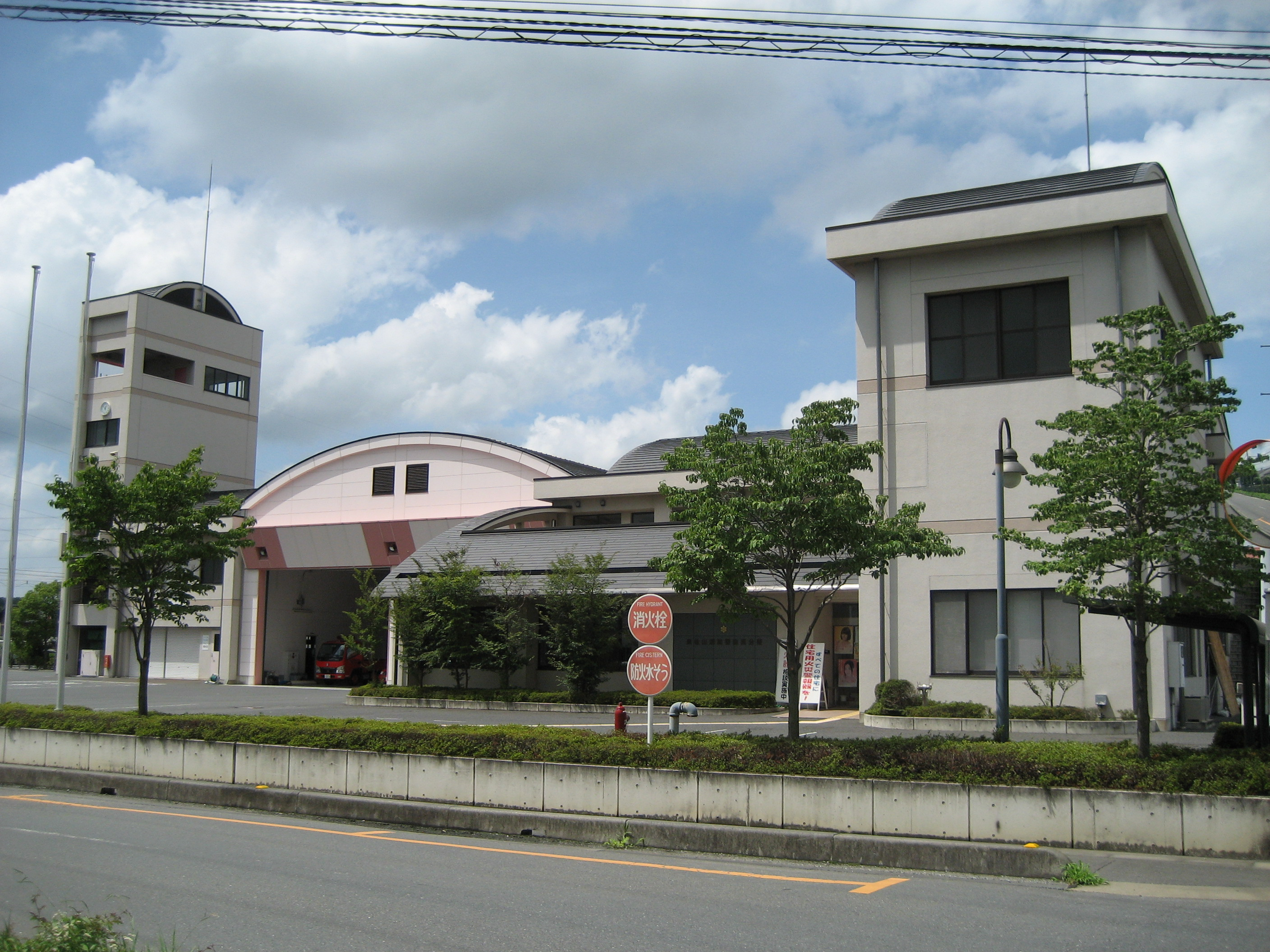
東松山消防署吉見分署
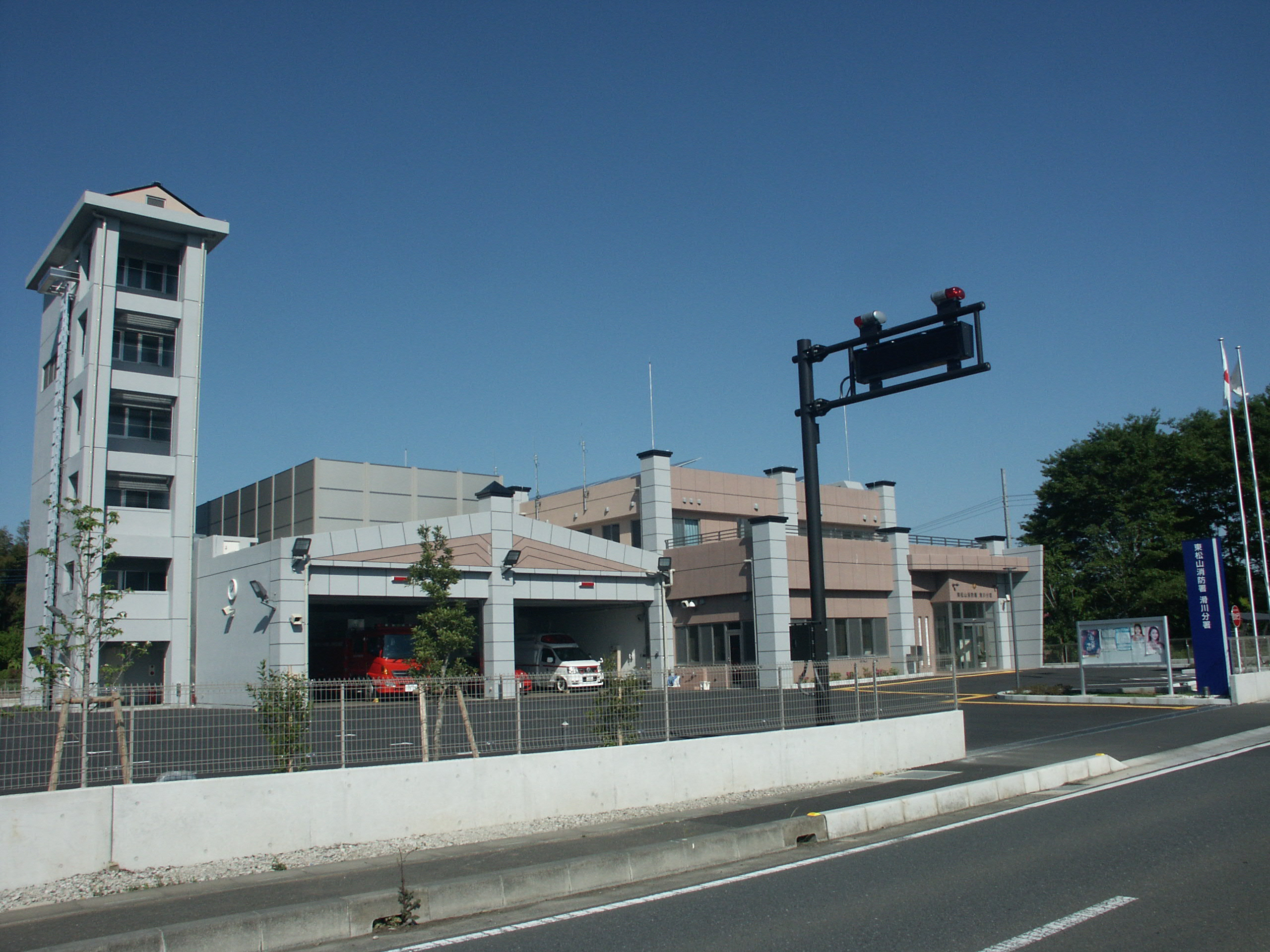
東松山消防署滑川分署
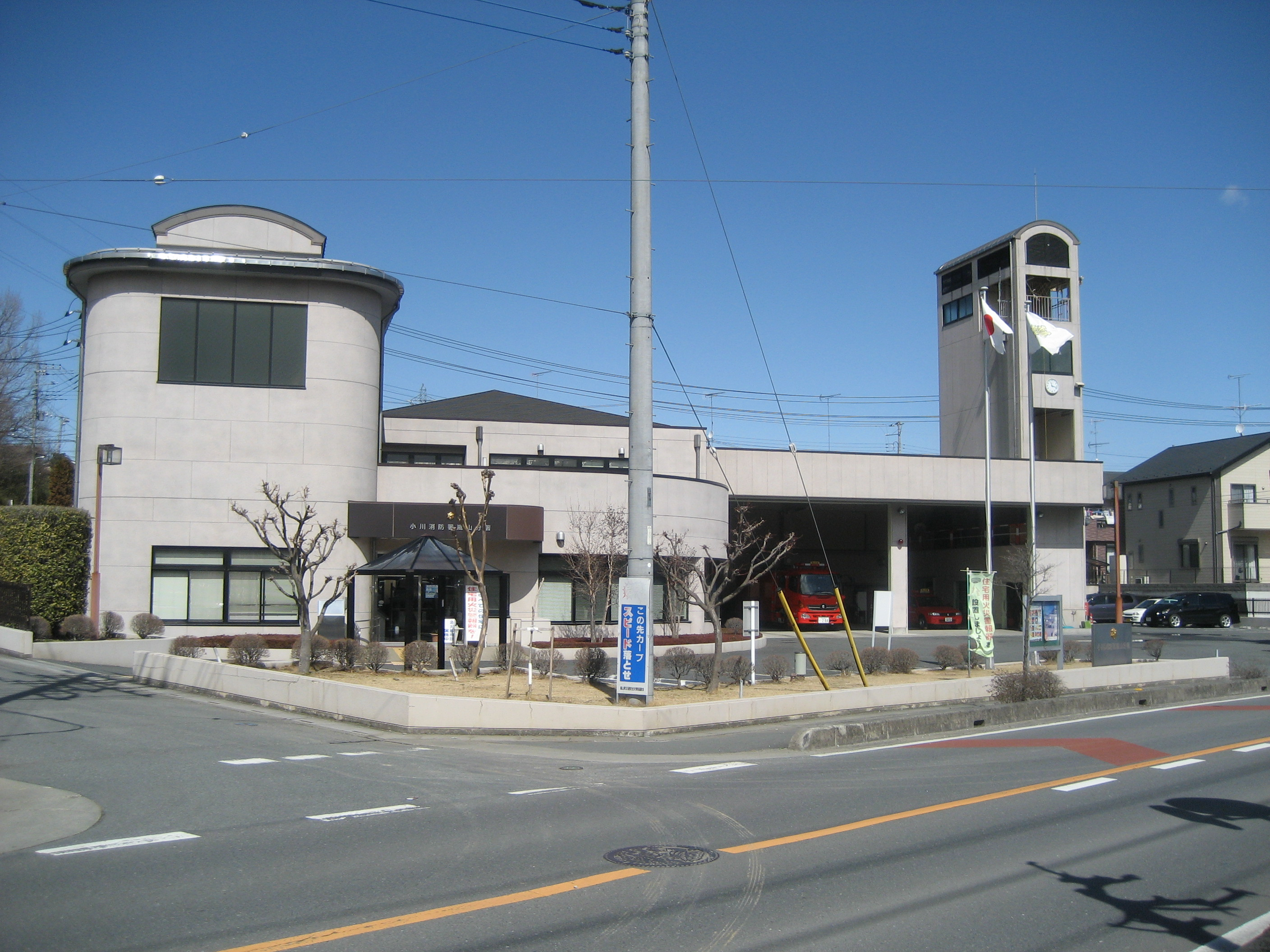
小川消防署嵐山分署
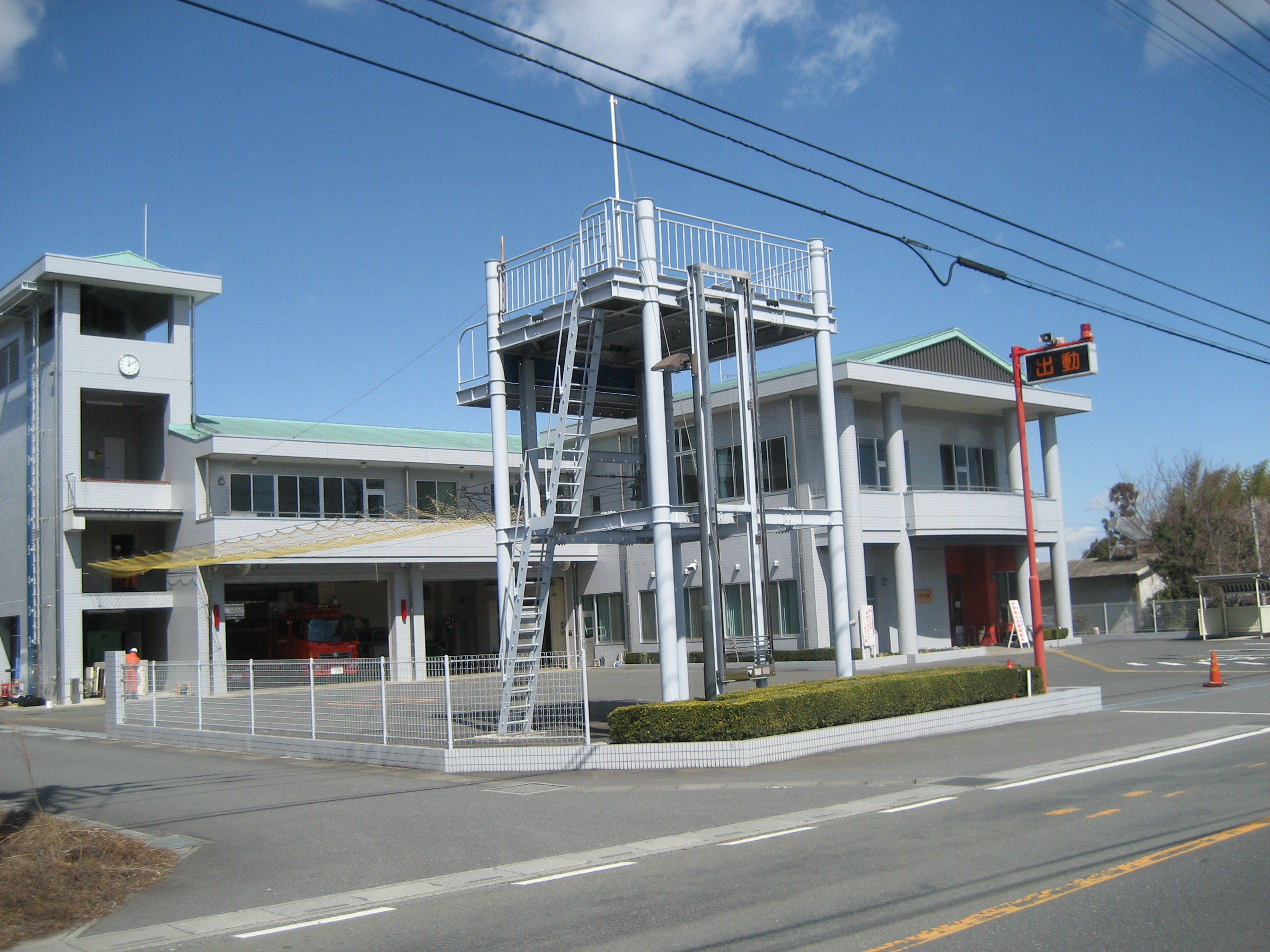
小川消防署ときがわ分署
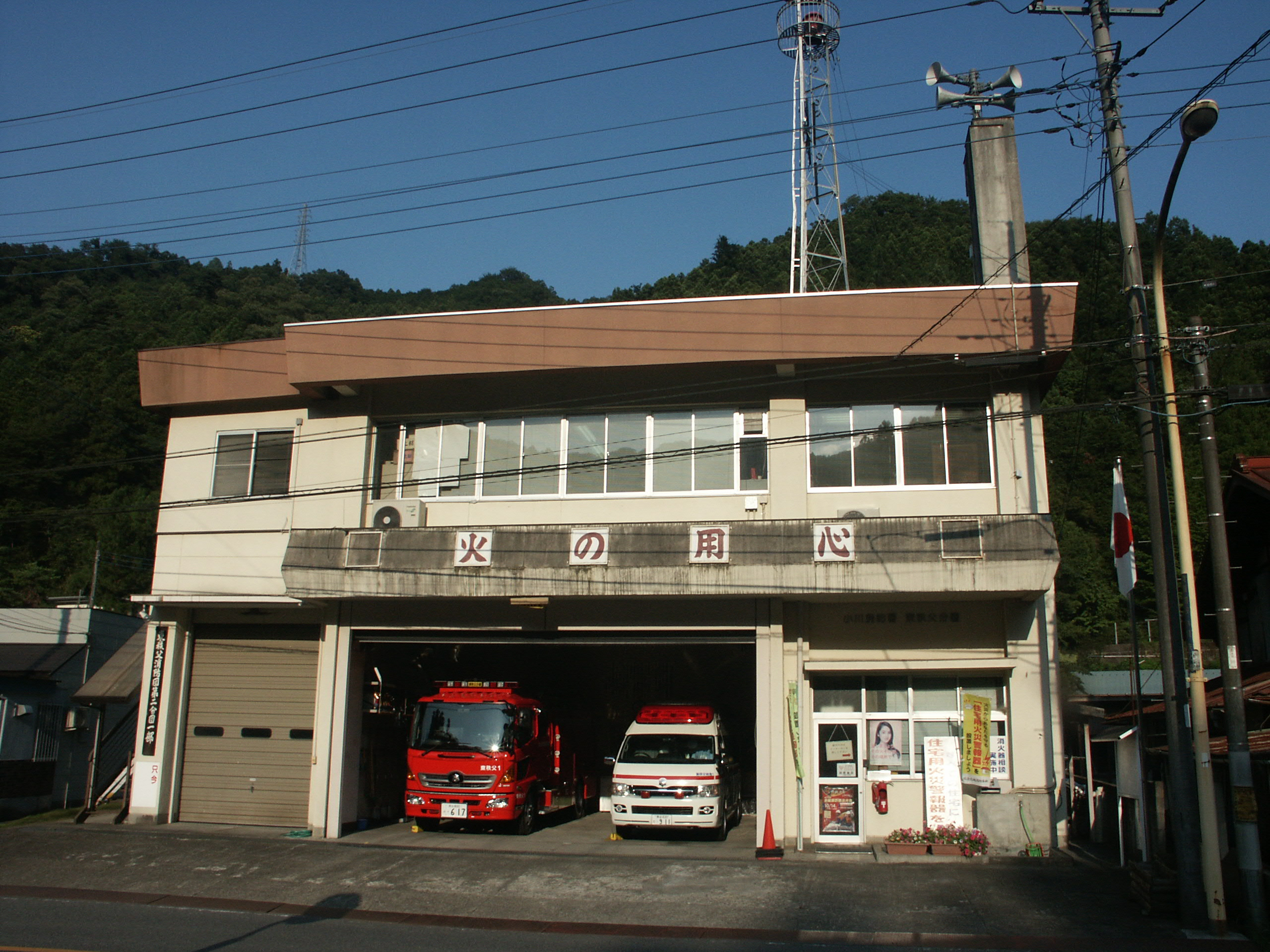
小川消防署東秩父分署
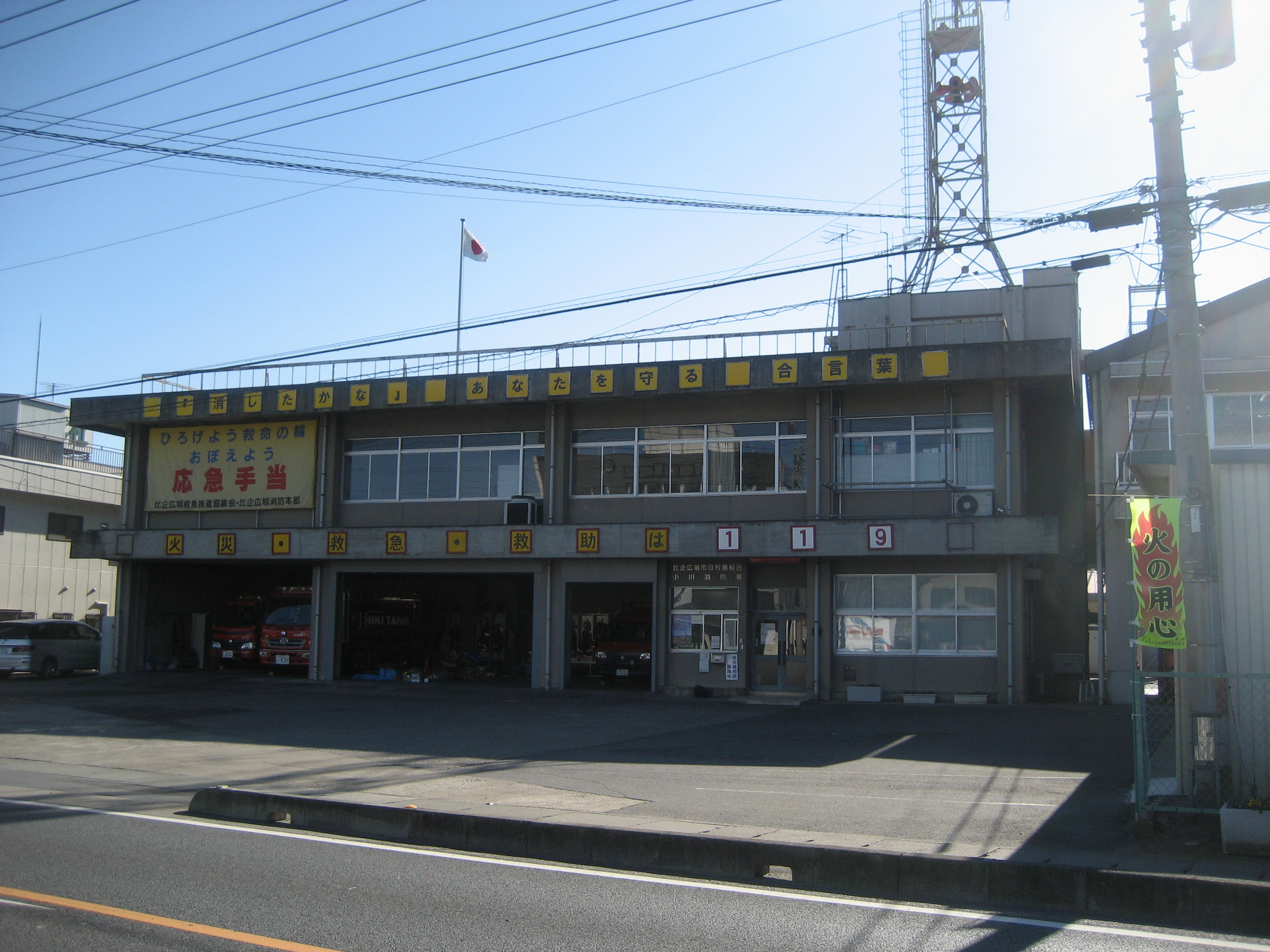
小川消防署旧庁舎
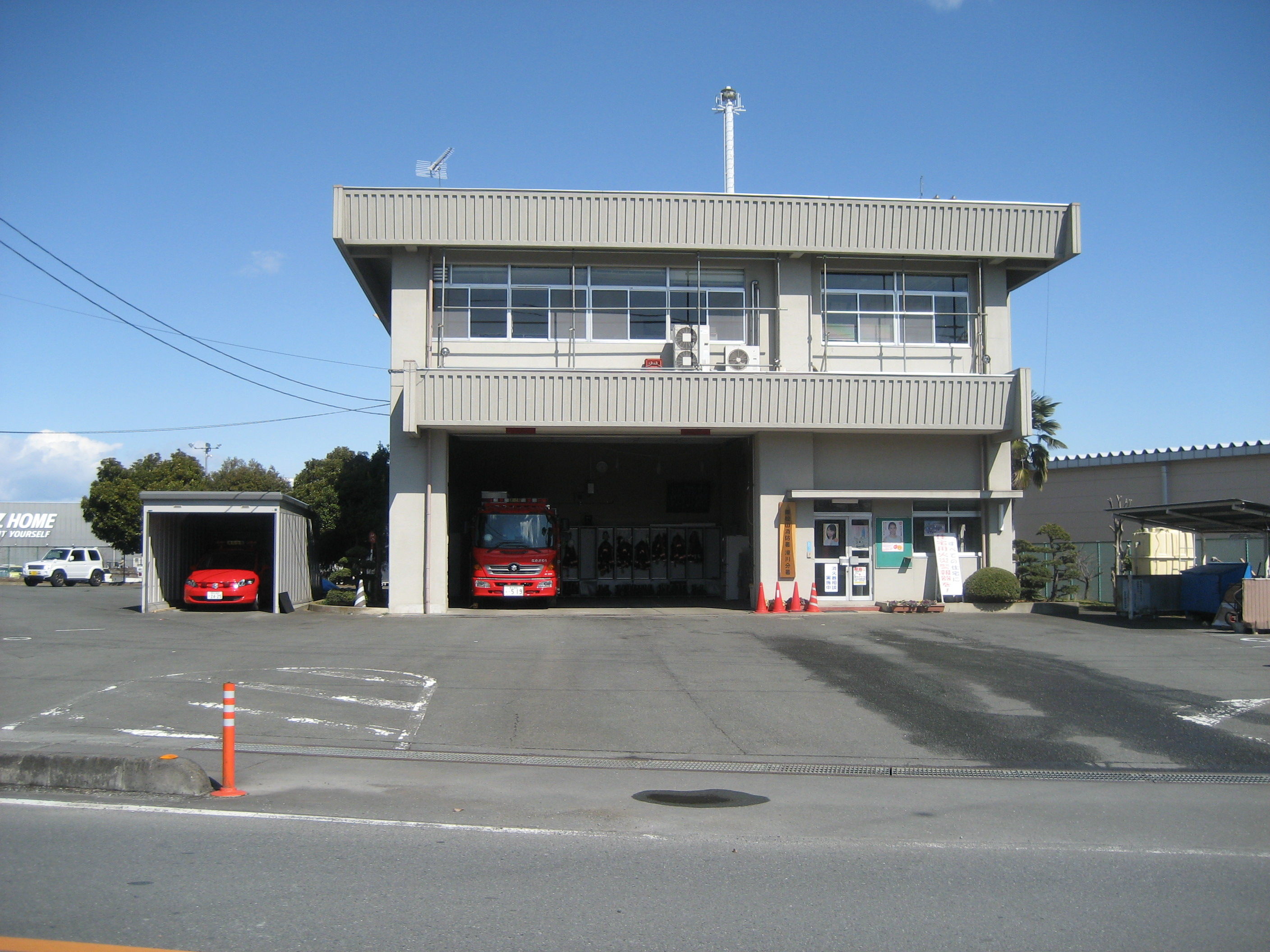
東松山消防署旧滑川分署（現・滑川町防災備蓄センター・滑川消防団第2分団第1部）